# Puchar Polski w hokeju na lodzie 2013
16. edycja Pucharu Polski w hokeju na lodzie została rozegrana w dniach 28-29 grudnia 2013 roku. 

## Formuła
21 września 2013 opublikowano regulamin rozrgywek Pucharu Polski w sezonie 2013/2014. Zgodnie z nim dopuszczone do turnieju zostały zespoły, które uczestniczyły w poprzednim sezonie ligowym 2012/2013 (łącznie wymieniono dziewięć zespołów uczestniczących w najwyższej klasie rozgrywkowej). Formuła została podzielona na dwa fazy: grupową i finałową. Pierwszy etap został potraktowany tożsamo z rozgrywkami Polskiej Hokej Ligi w sezonie 2013/2014, co oznacza, że za wynik kwalifikacyjny do dalszej fazy przyjęto rezultaty z dwóch pierwszych rund sezonu ligowego. Na podstawie tabeli ligowej po dwóch kolejkach PHL do fazy finałowej PP awans uzyskają cztery pierwsze drużyny w tabeli. Pary półfinałowe PP stworzą kluby z miejsc 1-4 i 2-3. Zwycięzcy obu par wystąpią w meczu finałowym. 26 października 2013 poinformowano, że turniej finałowy zostanie rozegrany w Katowicach w dniach 28-29 grudnia 2013 (miejsce organizacji zostało wyłonione w drodze konkursu). Na początku grudnia 2013 lokalizacja finału została zmieniona; postanowiono, że turniej odbędzie się po raz trzeci z rzędu w Sanoku.
W kolejce ligowej PHL zakończonej 31 października 2013 wyniki rozstrzygnęły o tym, że miejsca w pierwszej czwórce tabeli zajęły drużyny: 1928 KTH Krynica, GKS Tychy, ComArch Cracovia, Ciarko PBS Bank KH Sanok, które tym samym zapewniły sobie awans do turnieju o Puchar Polski w sezonie 2013/2014.

## Turniej finałowy
Mimo ogłoszonego w grudniu 2013 protestu przez kluby ligowe PHL, zdecydowano się rozegrać turniej o Puchar Polski. Transmisje przeprowadził kanał TVP Sport. Podobnie jak w trzech minionych edycjach turniejów finałowych, mecze półfinałowe i finał prowadziło dwóch sędziów głównych (w przeciwieństwie do polskich rozgrywek ligowych, w których mecze sędziował jeden sędzia główny). Nowością była przewidziana w regulaminie długość zarządzonej dogrywki, której trwanie ustalono na 10 minut.

### Półfinały
| 28 grudnia 2013 | 1928 KTH Krynica | 1:7 | Ciarko PBS Bank KH Sanok | Arena Sanok, Sanok |

| Szczegóły      | Szczegóły             | Szczegóły       | Szczegóły | Szczegóły                                                                                             |
| -------------- | --------------------- | --------------- | --- | --- |
| Godzina: 15:30 | M. Kruczek (PP) 39:36 | (0:4, 1:1, 0:2) | 03:05 (PP) M. Vozdecký 03:40 (EQ) K. Dolny 05:21 (EQ) M. Vozdecký 07:03 (PP) K. Zapała 32:19 (EQ) M. Vozdecký 45:22 (PP) R. Kostecki 52:21 (EQ) N. Besch | Widzów: 3000 Sędzia główny: Michał Baca Paweł Breske Sędziowie liniowi: Marcin Młynarski Marcin Polak |
| Godzina: 15:30 | 12 min.               |                 | 8 min. | Widzów: 3000 Sędzia główny: Michał Baca Paweł Breske Sędziowie liniowi: Marcin Młynarski Marcin Polak |

Najlepszymi zawodnikami meczu zostali wybrani Maciej Kruczek (Krynica) i Martin Vozdecký (Sanok).
| 28 grudnia 2013 | GKS Tychy | 3:4 d. | ComArch Cracovia | Arena Sanok, Sanok |

| Szczegóły      | Szczegóły                                                        | Szczegóły               | Szczegóły                                                                                  | Szczegóły                                                                          |
| -------------- | ---------------------------------------------------------------- | ----------------------- | ------------------------------------------------------------------------------------------ | ---------------------------------------------------------------------------------- |
| Godzina: 19:00 | M. Kolusz (EQ) 11:48 J. Rzeszutko (EQ) 45:33 K. Guzik (EQ) 56:36 | (1:1, 0:1, 2:1, d. 0:1) | 17:08 (EQ) D. Słaboń 39:35 (EQ) M. Kalus 58:04 (EQ) A. Chmielewski 68:14 (EQ) A. Kowalówka | Widzów: 1500 Sędzia główny: Włodzimierz Marczuk Sędziowie liniowi: Maciej Pachucki |
| Godzina: 19:00 | 4 min.                                                           |                         | 6 min.                                                                                     | Widzów: 1500 Sędzia główny: Włodzimierz Marczuk Sędziowie liniowi: Maciej Pachucki |

Najlepszymi zawodnikami meczu zostali wybrani Kacper Guzik (Tychy) i Rafał Radziszewski (Cracovia).

### Finał
| 29 grudnia 2013 | ComArch Cracovia | 4:3 d. | Ciarko PBS Bank KH Sanok | Arena Sanok, Sanok |

| Szczegóły      | Szczegóły                                                                                   | Szczegóły               | Szczegóły                                                       | Szczegóły                                                                          |
| -------------- | ------------------------------------------------------------------------------------------- | ----------------------- | --------------------------------------------------------------- | ---------------------------------------------------------------------------------- |
| Godzina: 18:00 | A. Chmielewski (PP) 07:20 M. Kalus (EQ) 08:23 M. Piotrowski (EQ) 46:19 P. Dvořák (PP) 69:59 | (2:1, 0:1, 1:1, d. 1:0) | 05:31 (EQ) R. Kostecki 35:44 (PP) R. Dutka 47:29 (EQ) P. Šinágl | Widzów: 3100 Sędzia główny: Włodzimierz Marczuk Sędziowie liniowi: Maciej Pachucki |
| Godzina: 18:00 | 14 min.                                                                                     |                         | 46 min.                                                         | Widzów: 3100 Sędzia główny: Włodzimierz Marczuk Sędziowie liniowi: Maciej Pachucki |

Najlepszymi zawodnikami meczu zostali wybrani Michał Piotrowski (Cracovia) i Petr Šinágl (Sanok).

### Nagrody i wyróżnienia
Suma nagród pieniężnych dla drużyn uczestniczących w turnieju wyniosła 66 tys. złotych (kwotę przeznaczył organizator, klub Ciarko PBS Bank KH Sanok), z czego dla zwycięzcy przewidziano 40 tys. złotych, dla finalisty 20 tys. złotych, a dla półfinalistów po 3 tys. złotych. Ponadto wybrano najlepszych zawodników turnieju: bramkarz Rafał Radziszewski (Cracovia), obrońca Adrian Kowalówka (Cracovia) i napastnik Martin Vozdecký (Sanok).